# Velká Bystřice
Velká Bystřice (hanácky Bestřeca, německy Groß Wisternitz) je město v okrese Olomouc v Olomouckém kraji. Nachází se tři kilometry od východního okraje Olomouce. Žije zde přibližně 3 700 obyvatel. Velká Bystřice patří do sdružení obcí mikroregionu Bystřička, které zahrnuje 12 obcí a jehož je sídlem. Obcí prochází železniční trať číslo 310 z Olomouce do Opavy.
Organizují se zde tradiční akce s hojnou účastí, např. masopust s tradiční zabijačkou, Lidový rok, Bílý kámen (cykloturistická akce ve vojenském újezdu Libavá), Bystřické Banjo (přehlídka trampské a country hudby), Hanácké pupek světa, pravá Hanácká svatba, Hanácké Woodstock atd.

## Historie
První písemná zmínka o obci pochází z roku 1275. Nejstarší doložený záznam přítomnosti člověka je z doby kamenné. Rozvoj začal od konce 14. století majitelem Václavem starším z Doloplaz. V polovině 15. století se z Velké Bystřice stalo panství, kdy se sloučila Bystřice a hrad Dlouhý (nyní rozvaliny). V roce 1502 byla Bystřice povýšena Vladislavem II. Jagelonským na městečko. Od roku 1612 patřila olomoucké kapitule.
Pošta zde byla založena 1. února 1867. V roce 1938 s stala hraniční obcí se Sudety. Od 1. června 1998 je Velká Bystřice městem.

### Etymologie názvu
V latinsky psaných pramenech je Velká Bystřice jmenována Bystricz (1275) či Bistricz major (1336), v českých zápisech se uvádí jako Bystřice (1446), Hrubá Bystřice (1839) či Velká Bystřice (1893), německy byla nazývána Fistricz (1524) a Gross Wisternicz (1939).

## Obyvatelstvo
| Rok            | 1869  | 1880  | 1890  | 1900  | 1910  | 1921  | 1930  | 1950  | 1961  | 1970  | 1980  | 1991  | 2001  | 2011  | 2021  |
| -------------- | ----- | ----- | ----- | ----- | ----- | ----- | ----- | ----- | ----- | ----- | ----- | ----- | ----- | ----- | ----- |
| Počet obyvatel | 1 908 | 2 027 | 2 270 | 2 545 | 2 794 | 2 758 | 2 892 | 2 590 | 2 701 | 2 577 | 2 783 | 2 870 | 2 868 | 3 053 | 3 470 |
| Počet domů     | 188   | 219   | 241   | 296   | 351   | 379   | 481   | 558   | 570   | 584   | 654   | 720   | 745   | 853   | 939   |

### Rodáci
- František Vitásek (1890–1973), geograf, profesor přírodovědecké fakulty Masarykovy univerzity v Brně
- Zdeněk Glír (1922–?), válečný palubní střelec na letounech RAF.[9]
- Ivan Hojar (1926–1997), herec

## Městská správa
Od 15. června 1919 do 31. prosince 1955 a od 1. ledna 1975 do 31. prosince 1995 k městu patřily Mrsklesy a od 1. ledna 1980 do 23. listopadu 1990 také Přáslavice.

### Městské symboly
Znak města je historický, vlajka byla městu udělena rozhodnutím předsedy Poslanecké sněmovny Parlamentu České republiky dne 22. října 2008.

## Školství
V obci se nachází Masarykova ZŠ. Jedná se o úplnou školu s devíti postupnými ročníky. Výuka ve škole probíhá podle školního vzdělávacího programu „Učíme se pro sebe“. Zaměřuje se zejména na výuku jazyků.
V roce 2013 proběhlo výročí všech tří školních budov (přední budova – dříve obecná škola oslavila 140 let, zadní budova – dříve Masarykova měšťanská škola oslavila 80 let, tzv. nová budova oslavila 30 let).

## Kultura
Město má bohatý kulturní program v rámci Sdružení obcí mikroregionu Bystřička. Většina akcí spadá pod hlavičku Hanácký rok ve Velké Bystřici. Během roku probíhají různé kulturní akce: Jsme z jedné planety, Aprílové divadelní, Lidový rok, farní den a posvěcení kostela, Hubertská mše, selské trhy, vynášení smrtky, pálení čarodějnic, stavění máje, slavnost kroje, Setkání Hanáků, svatomartinské slavnosti, vánoční koledování, zpívání u vánočního stromku či živý betlém. 

### Lidový rok
Lidový rok je mezinárodní folklórní festival lidových obyčejů pořádaný vždy na začátku září, od roku 1989 ve městě Velká Bystřice. Jediným rokem, kdy se přehlídka nekonala byl rok 2009, kdy bylo přestavováno náměstí ve Velké Bystřici. Folklórní festival je pořádaný pod záštitou města a několika členů Folklórního souboru Haná Velká Bystřice. Každoročně se festivalu účastní několik tuzemských a zahraničních souborů, ale také všech pět domácích velkobystřických souborů (Haná, Mladá Haná, Krušpánek, Kanafaska a Čekanka).

### Pamětihodnosti
- Zámek Velká Bystřice
- Kostel Stětí svatého Jana Křtitele
- Kostel Církve Československé husitské (Husův sbor)
- Sousoší svatého Floriána a svatého Jana Nepomuckého

## Galerie

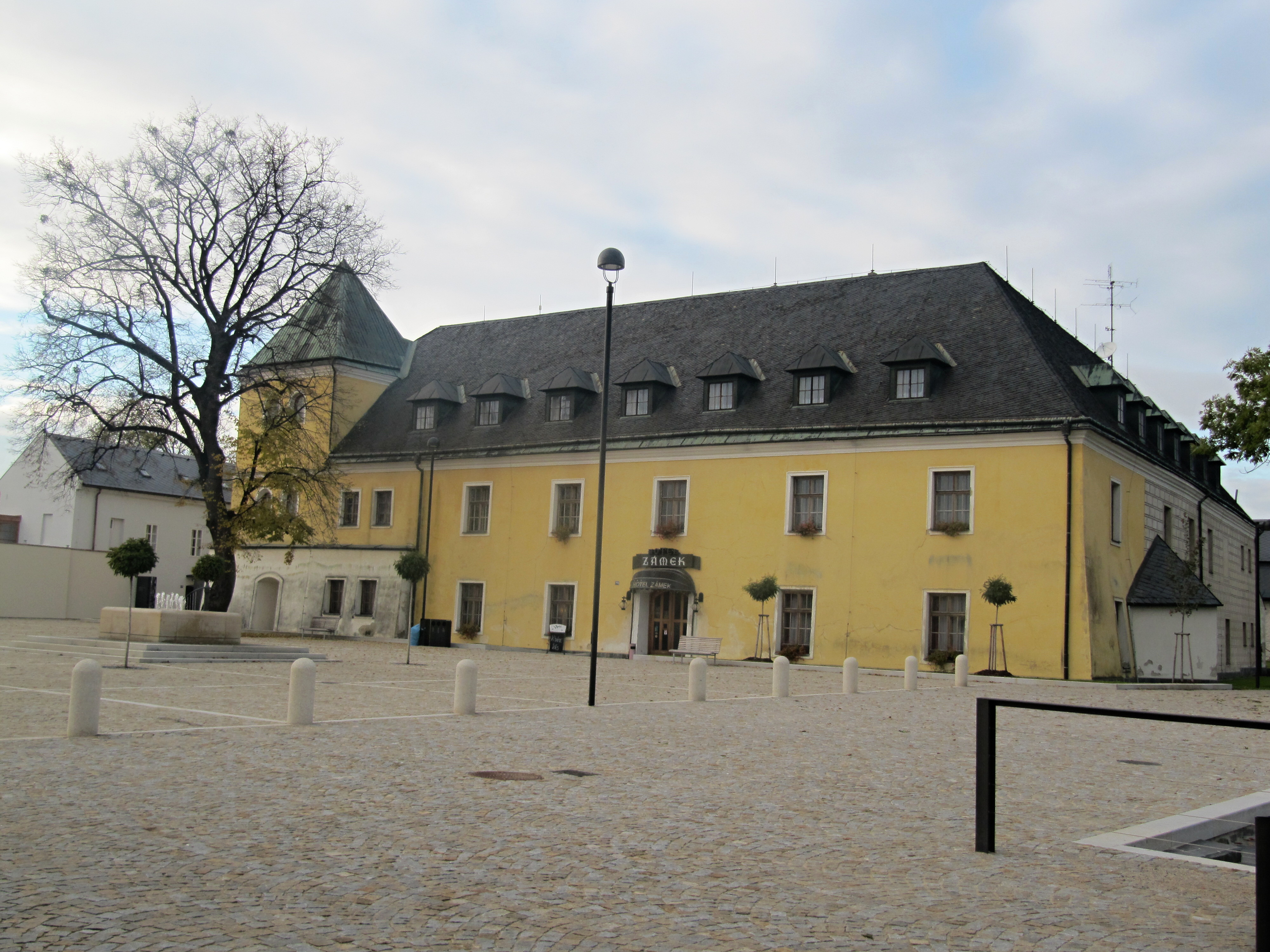
Čelní strana zámku
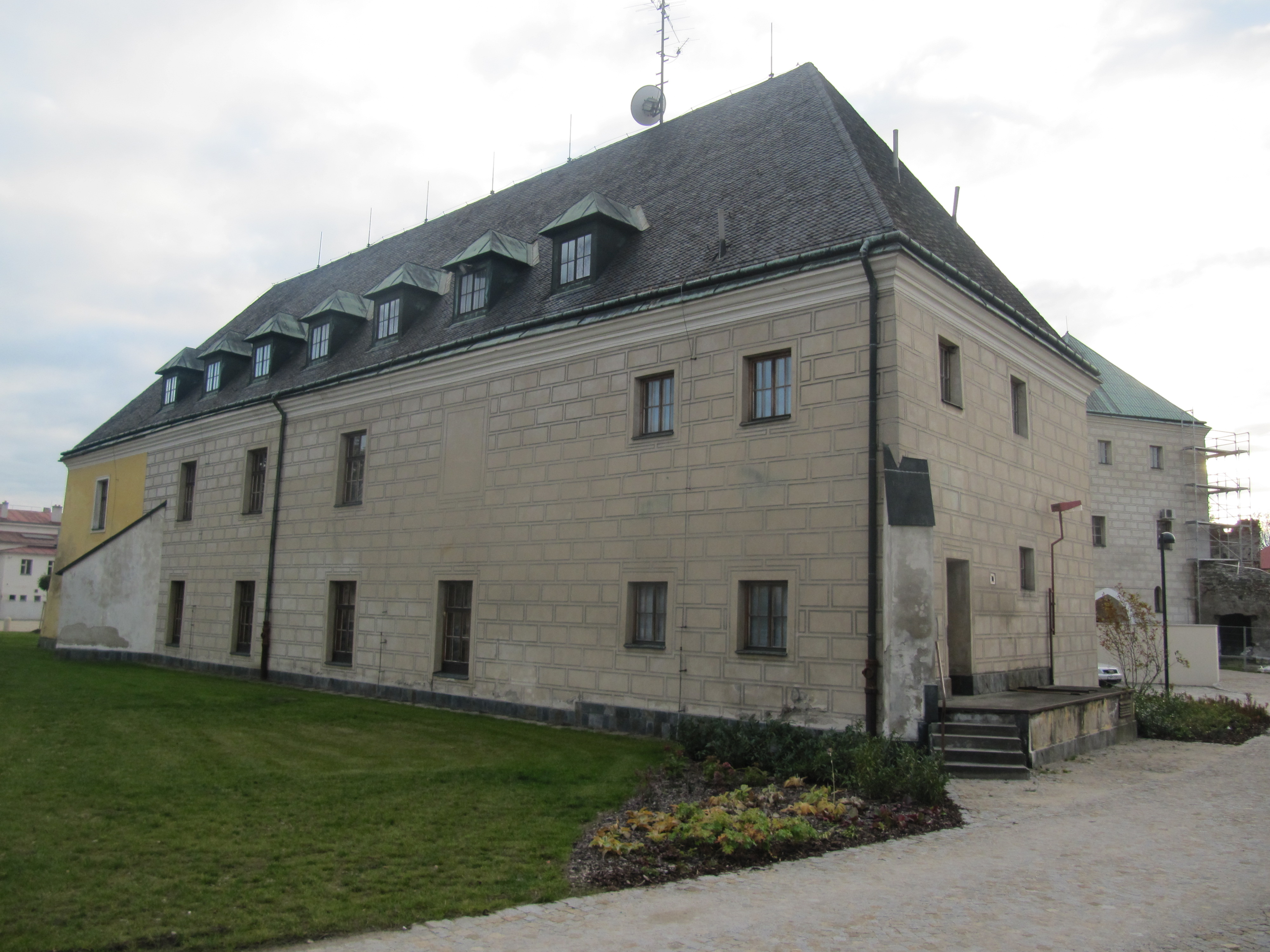
Boční strana zámku se sgrafitem
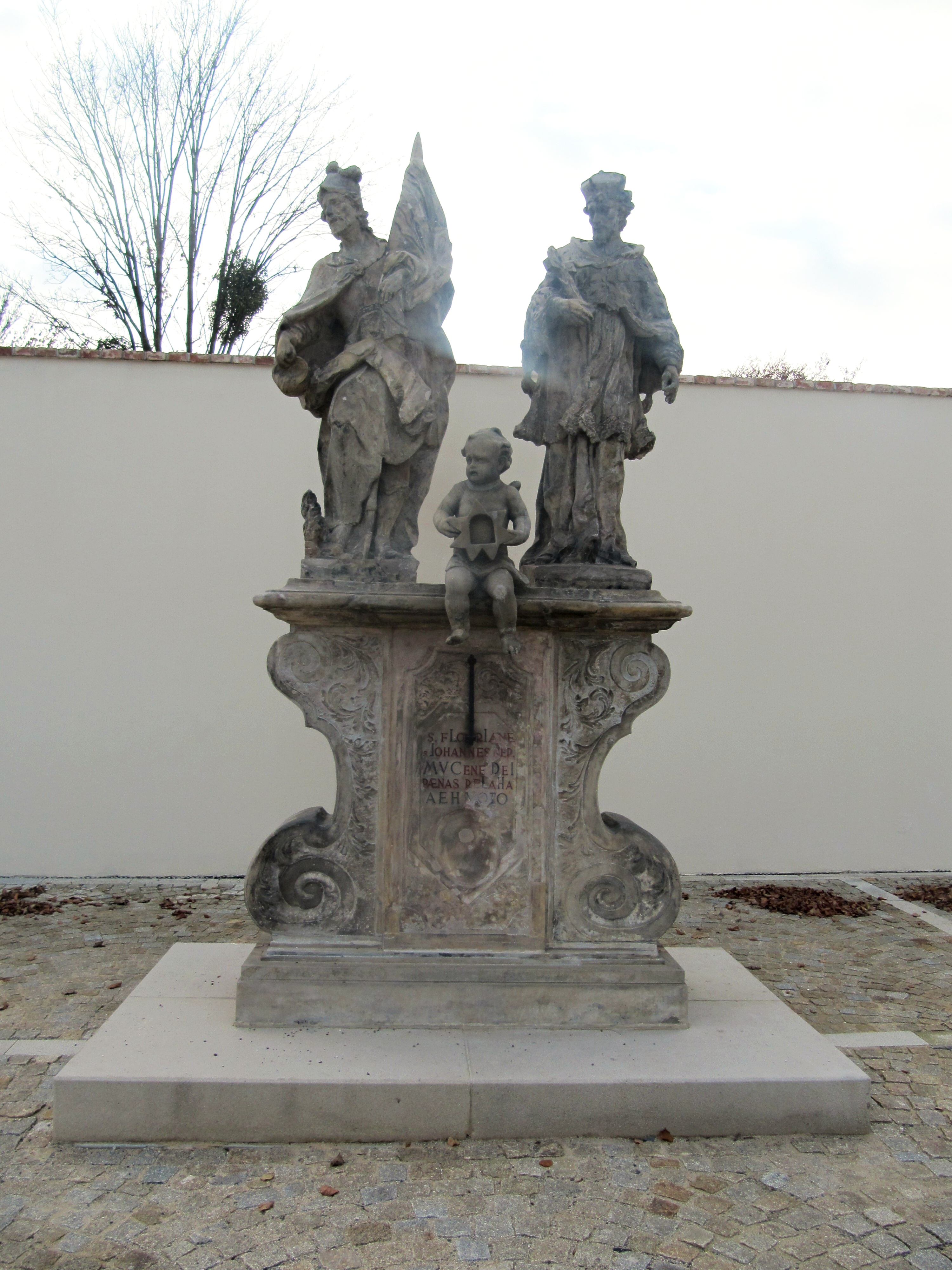
Sousoší svatého Floriána a svatého Jana Nepomuckého
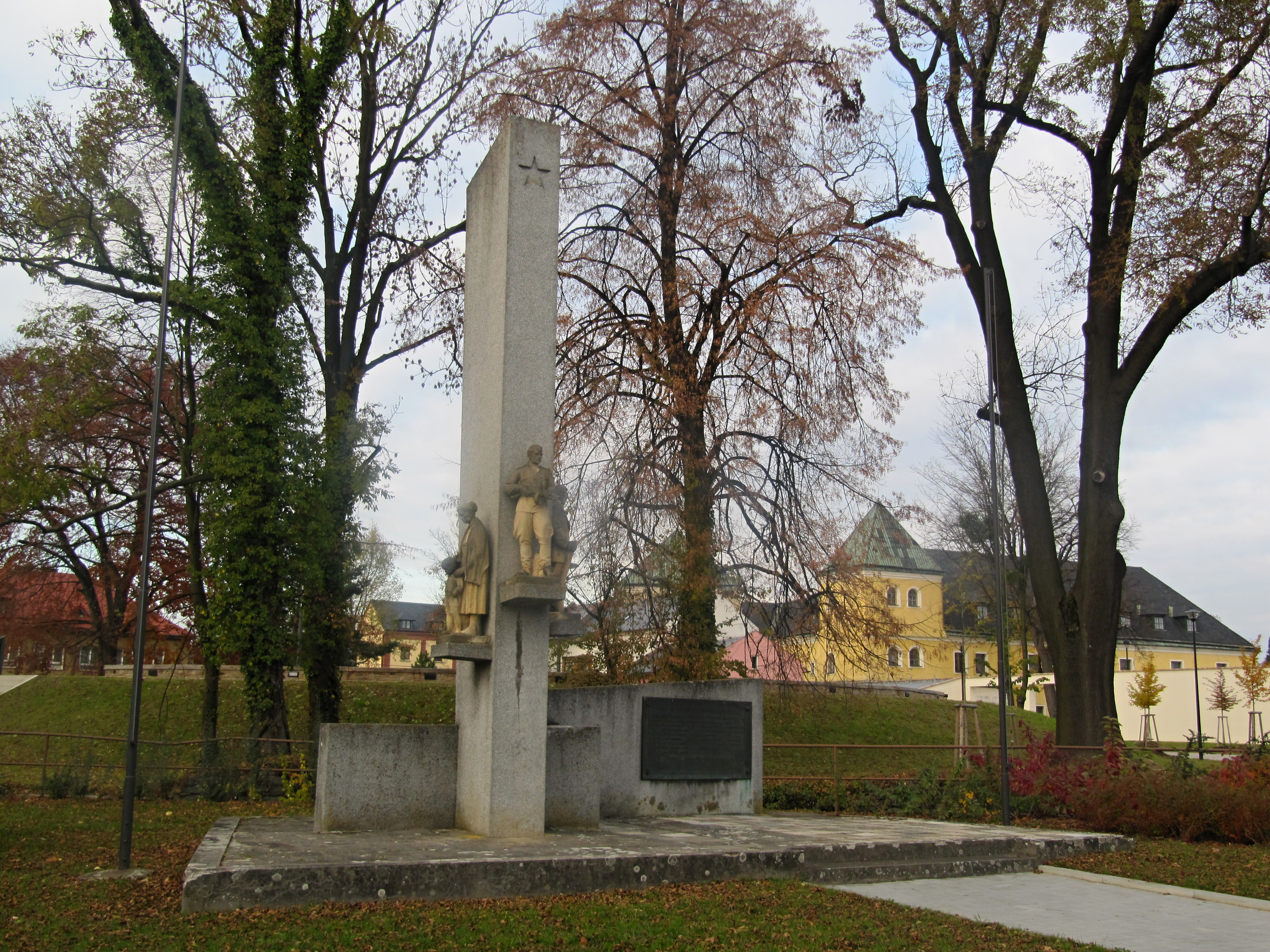
Pomník padlým,[15] v pozadí amfiteátr a zámek
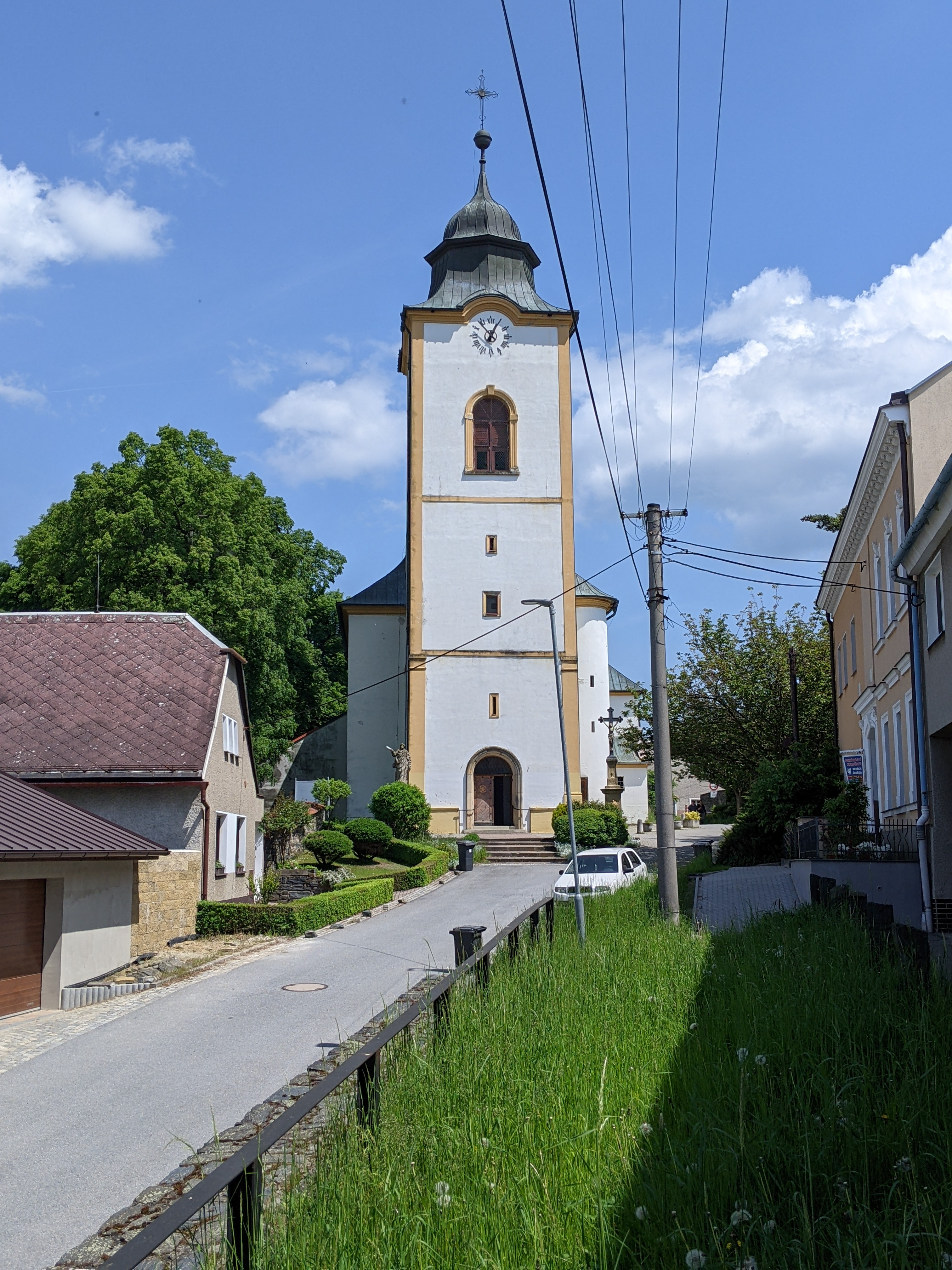
Kostel Stětí Jana Křtitele
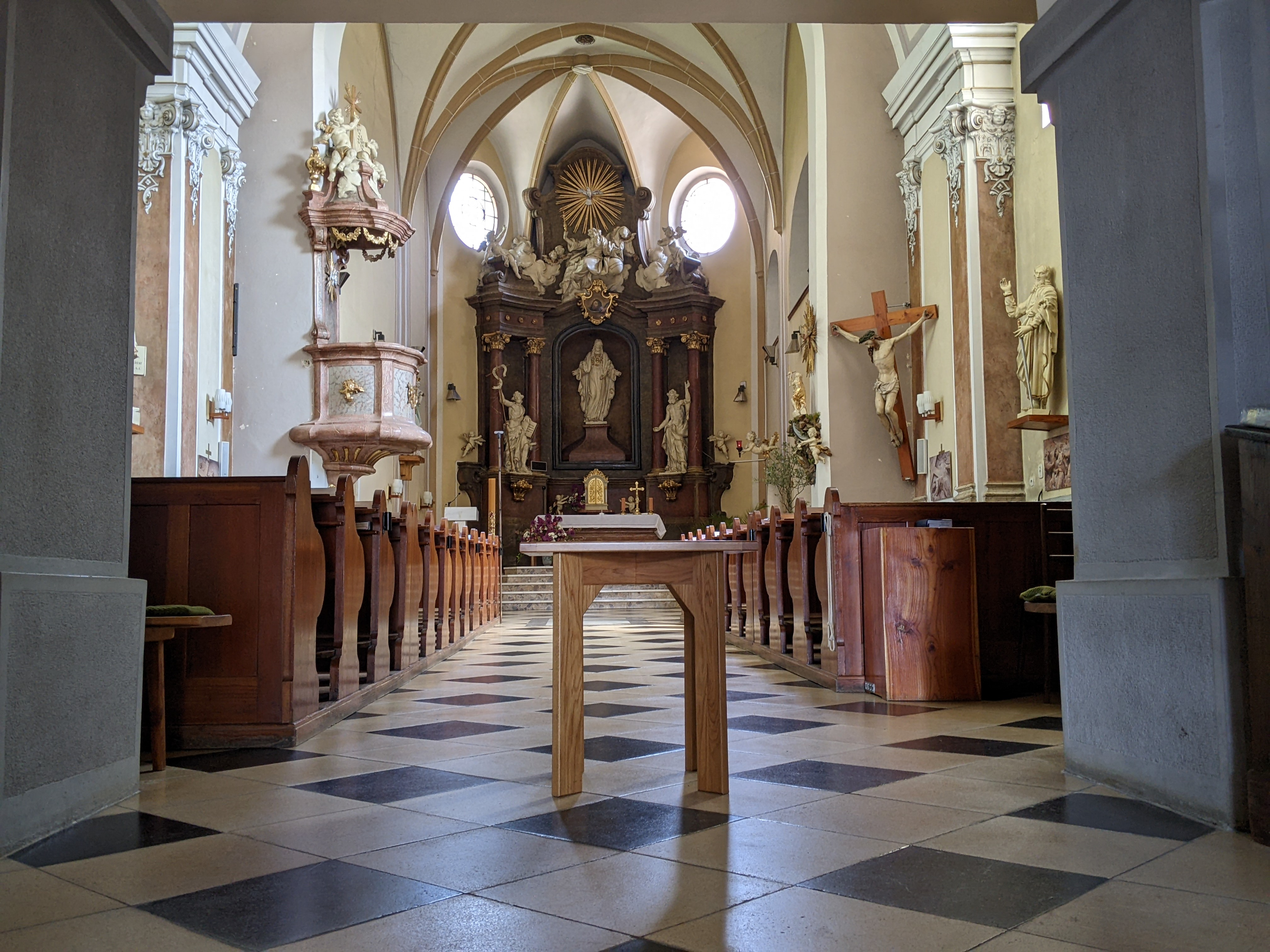
Pohled do římskokatolického kostela